# Грезна
Грезна је насеље у Србији у општини Књажевац у Зајечарском округу. Према попису из 2022. било је 223 становника (према попису из 1991. било је 379 становника).

## Демографија
У насељу Грезна живи 196 пунолетна становника, а просечна старост становништва износи 49,0 година (48,4 код мушкараца и 49,5 код жена). У насељу има 82 домаћинства, а просечан број чланова по домаћинству је 2,72.
Ово насеље је великим делом насељено Србима (према попису из 2002. године), а у последња три пописа, примећен је пад у броју становника.
|  |

| Демографија | Демографија | Демографија |
| Година      | Становника  | Становника  |
| ----------- | ----------- | ----------- |
| 1948.       | 364         |             |
| 1953.       | 389         |             |
| 1961.       | 414         |             |
| 1971.       | 363         |             |
| 1981.       | 383         |             |
| 1991.       | 379         | 374         |
| 2002.       | 329         | 329         |
| 2011.       | 277         |             |
| 2022.       | 223         |             |

| Етнички састав према попису из 2002.‍ | Етнички састав према попису из 2002.‍ | Етнички састав према попису из 2002.‍ | Етнички састав према попису из 2002.‍ | Етнички састав према попису из 2002.‍ |
| ------------------------------------ | ------------------------------------ | ------------------------------------ | ------------------------------------ | ------------------------------------ |
|                                      |                                      |                                      |                                      |                                      |
| Срби                                 | Срби                                 |                                      | 321                                  | 97,56%                               |
| Македонци                            | Македонци                            |                                      | 4                                    | 1,21%                                |
| Бугари                               | Бугари                               |                                      | 2                                    | 0,60%                                |
| Југословени                          | Југословени                          |                                      | 2                                    | 0,60%                                |
| непознато                            | непознато                            |                                      | 0                                    | 0,0%                                 |

| Година пописа     | 1948. | 1953. | 1961. | 1971. | 1981. | 1991. | 2002. |
| ----------------- | ----- | ----- | ----- | ----- | ----- | ----- | ----- |
| Број домаћинстава | 74    | 78    | 93    | 83    | 89    | 99    | 94    |

| Број чланова      | 1  | 2  | 3  | 4  | 5  | 6 | 7 | 8 | 9 | 10 и више | Просек |
| ----------------- | -- | -- | -- | -- | -- | - | - | - | - | --------- | ------ |
| Број домаћинстава | 15 | 23 | 14 | 14 | 11 | 8 | 6 | 2 | 1 | 0         | 3,50   |

| Пол    | Укупно | Неожењен/Неудата | Ожењен/Удата | Удовац/Удовица | Разведен/Разведена | Непознато |
| ------ | ------ | ---------------- | ------------ | -------------- | ------------------ | --------- |
| Мушки  | 150    | 35               | 95           | 19             | 1                  | 0         |
| Женски | 139    | 15               | 93           | 28             | 2                  | 1         |
| УКУПНО | 289    | 50               | 188          | 47             | 3                  | 1         |

| Пол    | Укупно                    | Пољопривреда, лов и шумарство | Рибарство                            | Вађење руде и камена | Прерађивачка индустрија       |
| ------ | ------------------------- | ----------------------------- | ------------------------------------ | -------------------- | ----------------------------- |
| Мушки  | 81                        | 19                            | 0                                    | 5                    | 34                            |
| Женски | 45                        | 16                            | 0                                    | 0                    | 22                            |
| УКУПНО | 126                       | 35                            | 0                                    | 5                    | 56                            |
| Пол    | Производња и снабдевање   | Грађевинарство                | Трговина                             | Хотели и ресторани   | Саобраћај, складиштење и везе |
| Мушки  | 1                         | 4                             | 6                                    | 2                    | 2                             |
| Женски | 0                         | 0                             | 1                                    | 0                    | 0                             |
| УКУПНО | 1                         | 4                             | 7                                    | 2                    | 2                             |
| Пол    | Финансијско посредовање   | Некретнине                    | Државна управа и одбрана             | Образовање           | Здравствени и социјални рад   |
| Мушки  | 1                         | 0                             | 2                                    | 1                    | 2                             |
| Женски | 0                         | 2                             | 0                                    | 2                    | 1                             |
| УКУПНО | 1                         | 2                             | 2                                    | 3                    | 3                             |
| Пол    | Остале услужне активности | Приватна домаћинства          | Екстериторијалне организације и тела | Непознато            | Непознато                     |
| Мушки  | 2                         | 0                             | 0                                    | 0                    | 0                             |
| Женски | 1                         | 0                             | 0                                    | 0                    | 0                             |
| УКУПНО | 3                         | 0                             | 0                                    | 0                    | 0                             |